# Action Jackson
Pour plus de détails, voir Fiche technique et Distribution.
Action Jackson est un film américain réalisé par Craig R. Baxley, sorti en 1988.

## Synopsis
Le sergent Jéricho Jackson, dit "Action" est policier dans la ville de Détroit, dans une ville où le chômage atteint des records règne une impitoyable violence. Pour s'être opposé au magnat de l'automobile Peter Dellaplane, et pour avoir arrêté son fils délinquant, il a perdu son grade de lieutenant. Les ambitions de Peter sont croissantes : pour atteindre de hautes fonctions politiques, il fait assassiner différents leaders politiques pour instaurer des hommes à sa solde.

## Fiche technique
- Titre : Action Jackson
- Réalisation : Craig R. Baxley
- Scénario : Robert Reneau
- Production : Joel Silver
- Musique : Herbie Hancock et Michael Kamen
- Photographie : Matthew F. Leonetti
- Montage : Mark Helfrich
- Production : Joel Silver
- Société de production : Lorimar Film Entertainment et Silver Pictures
- Société de distribution : Acteurs Auteurs Associés (France) et Lorimar Film Entertainment (États-Unis)
- Pays d'origine :  États-Unis
- Format : Couleurs
- Genre : Action, comédie, policier et thriller
- Durée : 96 minutes
- Dates de sortie : 
  - États-Unis : 12 février 1988
  - France : 8 juin 1988

## Distribution
- Carl Weathers (VF : Med Hondo) : Sergent Jericho 'Action' Jackson
- Craig T. Nelson (VF : Michel Le Royer) : Peter Dellaplane
- Vanity (VF : Maïk Darah) : Sydney Ash
- Sharon Stone (VF : Martine Irzenski) : Patricia Dellaplane
- Thomas F. Wilson (VF : Lionel Henry) : Officier Kornblau
- Bill Duke (VF : Greg Germain) : Capitaine Armbruster
- Robert Davi (VF : Michel Vigné) : Tony Moretti
- Jack Thibeau (VF : Daniel Beretta) : Inspecteur Kotterwell
- Roger Aaron Brown (VF : Pierre Saintons) : Officier Lack
- Chino 'Fats' Williams (VF : Georges Atlas) : Kid Sable
- Stan Foster (VF : William Coryn) : Albert Smith
- Edgar Small (VF : Roger Crouzet) : Raymond Foss
- Prince Hughes (VF : Régis Ivanov) : Le gros Ed
- Bob Minor : Gamble
- Michael McManus (VF : Joël Martineau) : Lionel Grantham
- De'voreaux White (VF : William Coryn) : Clovis
- Francis X. McCarthy (VF : Jacques Richard) : Oliver O'Rooney
- Nicholas Worth (VF : Roger Lumont) : Cartier
- Mary Ellen Trainor : Secrétaire
- Ed O'Ross : Stringer
- Charles Meshack (VF : Tola Koukoui) : Le barman du billard
- Branscombe Richmond (VF : Marc François) : Le voyou du bar no 2
- Al Leong : Le chauffeur de Dellaplane
- Sonny Landham (VF : Marc Alfos) : M. Quick
- Armelia McQueen (VF : Élisabeth Wiener) : Dee

## Autour du film
- Le film fut un énorme échec critique et commercial, ce qui contribua à détruire la carrière de Carl Weathers pourtant bien démarrée avec Rocky et Predator
- Le film marque les retrouvailles entre Carl Weathers, Bill Duke et Sonny Landham depuis Predator, respectivement Dillon, Mac et Billy.
- Robert Davi, De'voreaux White et Al Leong s'étaient déjà croisés sur le tournage de Piège de cristal.
- Lorsque Jackson et Sidney sortent du bar dans lequel ils cherchaient des informations sur Dellaplane, on peut voir des affiches de Predator dans lequel Carl joue aux côtés d'Arnold Schwarzenegger.